# Heinz Fischer (Fußballspieler, 1939)
Heinz Fischer (* 8. Februar 1939 in Bonn; † 10. März 2023) war ein deutscher Fußballspieler, der von 1963 bis 1965 als Stürmer des SC Tasmania 1900 Berlin in der damals zweitklassigen Regionalliga Berlin in 49 Ligaspielen 49 Tore erzielt hat. Er war 1964 und 1965 Torschützenkönig der Regionalliga Berlin sowie 1964 Berliner Meister. Zwischen 1966 und 1969 spielte er mit Fortuna '54 und Fortuna SC drei Jahre in der ersten Liga der Niederlande.

## Karriere

### Bonn und Berlin, bis 1965
Beim Bonner FV machte der 1,92-Meter-Mann in den Jahren 1961 bis 1963 in der 2. Liga West die ersten Gehversuche im höherklassigen Fußball. An der Seite von Mitspielern wie Herbert Dörner und Coşkun Taş erzielte er für die Mannschaft vom Sportpark Gronau in 44 Zweitligaspielen 25 Tore. Im letzten Jahr der II. Division, 1962/63, belegte Bonn mit 9:51 Punkten und 26:98 Toren abgeschlagen den 16. Rang. Da waren die zwölf Tore von Mittelstürmer Fischer in seinen 20 Ligaeinsätzen beachtlich. Er erhielt ein Angebot von Tasmania Berlin und wechselte im Sommer 1963 zum letzten Vizemeister der Berliner Stadtliga.
Der Neuzugang aus Bonn debütierte am 25. August 1963 beim Auswärtsspiel gegen BSV 92 in der Regionalliga Berlin. Die Elf aus Neukölln gewann das Spiel mit 2:0. Im Angriff war die Mannschaft von Trainer Gunther Baumann in der Besetzung mit Wolfgang Neumann, Helmut Fiebach, Mittelstürmer Fischer, Wolfgang Rosenfeldt und Erich Reimer dabei aufgelaufen. Acht Tage später erzielte der großgewachsene, wuchtige und schussstarke Angreifer seine ersten Treffer für Tasmania in der Regionalliga. Beim 4:2-Erfolg gegen den BFC Südring erzielte er zwei Tore. Es entwickelte sich ein spannender Zweikampf um die Meisterschaft zwischen Tasmania und den „Veilchen“ von Tennis Borussia Berlin. Zum Jahresabschluss 1963 überzeugte „Sturmtank“ Fischer in einem internationalen Freundschaftsspiel gegen Vojvodina Novisad. Beim torlosen 0:0 war er bester Stürmer auf dem Rasen des Poststadions und das Nachwuchstalent Wulf-Ingo Usbeck machte nachhaltig auf sich aufmerksam. In der Berliner Zehnerstaffel die in drei Runden ausgetragen wurde, setzte sich TeBe zwar in den drei unmittelbaren Spielen gegen das Team aus dem Neuköllner Stadion an der Oderstraße mit 2:0, 2:2 und 1:1 durch, die Meisterschaft holte sich aber Tasmania mit 46:8 Punkten und einem Torverhältnis von 73:22 mit vier Punkten Vorsprung gegenüber Tennis Borussia. Das dritte Spiel (1:1) der Rivalen hatten am 19. April 1964 an der Oderstraße 5740 zahlende Zuschauer verfolgt. Heinz Fischer hatte in 25 Ligaeinsätzen 24 Tore erzielt und damit auch die Torjägerkrone in Berlin erobert. Persönlich setzte der Torjäger in der Bundesligaaufstiegsrunde gegen die Konkurrenten Borussia Neunkirchen, FC Bayern München und FC St. Pauli im Juni 1964 aber seiner Rundenleistung in Berlin noch die Krone auf.
Zum völlig überraschenden 5:1-Starterfolg gegen den Südwestmeister aus Neunkirchen steuerte er am 6. Juni im Heimspiel vor 22.000 Zuschauern drei Treffer bei. Gerade die Defensive der Saarländer mit Torhüter Willi Ertz und der Verteidigung und Läuferreihe mit Günter Schröder, Erwin Glod, Achim Melcher, Erich Leist und Dieter Schock sollte sich in der kommenden Saison 1964/65 in der Bundesliga als konkurrenzfähig erweisen. In der Fußball-Woche wurde der Tas-Mittelstürmer von Günther Weise so beschrieben: „Fischer gehört zu den merkwürdigsten Typen, die man als Mittelstürmer kennengelernt hat. Sein Spiel sieht zunächst nach gar nichts aus, und man schimpfte im Poststadion schon gewaltig auf seine Unbeweglichkeit. Doch plötzlich hatte er seine Gegner ‚klammheimlich‘ bei Seite geschoben und den Ball zum 2:0 ins Borussen-Tor gewuchtet. Von diesem Moment an gab es für ihn kein Halten mehr, er deckte den Ball unheimlich geschickt mit seinem massiven Körper, und Stopper Leist wusste einfach nicht mehr, was er mit diesem Meister in ‚Zeitlupe‘ anfangen sollte!“
Am 20. Juni erzielte Fischer zwei Tore beim 3:3-Heimremis gegen St. Pauli, wo er es zumeist mit deren Abwehrchef Ingo Porges in den Zweikämpfen zu tun gehabt hatte. Vier Tage später, am 24. Juni vor 40.000 Zuschauern im Olympiastadion, legte er wiederum mit zwei Treffern den Grundstein zum überraschenden 3:0-Heimerfolg gegen die Elf von Trainer Zlatko Čajkovski, den FC Bayern München. In Reihen der Münchner waren mit Sepp Maier, Adolf Kunstwadl, Peter Kupferschmidt, Franz Beckenbauer, Herbert Erhardt, Jakob Drescher, Rainer Ohlhauser, Werner Ipta und Dieter Brenninger namhafte Aktive vertreten, die in den Folgejahren sich nicht nur in der Bundesliga in Szene setzen konnten. Der Kurier hielt dazu am 25. Juni fest: „Mittelstürmer Fischer, dieser Knockouter des Fußballs, ein Puncher ohne Nerven, hatte zweimal ohne Wimpernzucken zugeschlagen. Zunächst strauchelte neben ihm der Verteidiger Kupferschmidt, und den herauslaufenden Torwart Maier setzte er geschickt per Kopf matt, wie wenn ein Tennisspieler den Ball mit einem Lob im Bogen über den Gegner hinwegspielt. Drei Minuten später kam ein Steilpaß geflogen, Fischer raste los, und sein Schuß rauschte so unfehlbar zum 2:0 ins Netz, daß augenblicklich alles entschieden war.“ Franz Beckenbauer hatte nach seiner ersten bitteren Niederlage im Männerbereich nur Lob für seinen Kontrahenten Fischer: „Mein Gegenspieler Fischer ist ein ausgekochter Mann, der den Ball mit dem Körper zu decken versteht und ungemein kraftvoll ist. Es war schwer, ihn zu halten.“  Mitspieler Hans-Günter Becker der in der Bundesligasaison 1965/66 33 Spiele für Tasmania absolvierte, äußerte sich über das „phantastische“ Spiel 1964 gegen die Bayern bei Leske mit der Erklärung, „dass das eines der besten Spiele, die ich jemals mitgemacht habe, gewesen sei“ und Fischer, „ein wunderbarer Spieler, hat mit denen Jojo gespielt. Der Nationalspieler Erhardt und Beckenbauer haben gegen den keinen Stich gesehen“. Beim entscheidenden Spiel am 28. Juni im Saarbrücker Ludwigsparkstadion vor 38.000 Zuschauern gegen Borussia Neunkirchen konnte sich Fischer gegen eine Doppelstopperdeckung nicht durchsetzen und die Saarländer zogen mit einem 1:0-Sieg in die Bundesliga ein. Gemeinsam mit Walter Rodekamp von Hannover 96 führte Fischer die Torschützenliste der Aufstiegsrunde 1964 mit jeweils sieben Toren an.
In die Runde 1964/65 geht Tasmania ohne Trainer Baumann, neuer Übungsleiter wird Franz Linken. Trotz heftiger Abwerbungsversuche muss Torjäger Fischer seinen noch gültigen Vertrag für ein weiteres Jahr erfüllen. Die Abgänge Bäsler und Reimer werden durch Peter Engler und Jürgen Wähling ersetzt. Heinz Fischer holt sich in Folge zum zweiten Mal die Torschützenkrone in der Regionalliga Berlin; in 24 Ligaspielen erzielt er 25 Tore. Er führt damit die Torjägerliste vor Willi Kraus von Tennis Borussia mit 23 Toren an. Tasmania landet aber lediglich hinter TeBe und dem Spandauer SV auf dem dritten Rang. Nach der Hinrunde führte Spandau noch mit 25:1 Punkten vor TeBe (21:5) und Tasmania (19:7) die Tabelle an. Hinter Torschützenkönig Fischer belegt der Techniker mit Durchschlagskraft, Peter Engler, mit zwölf Treffern in lediglich 14 Spielen (er war in der Hinrunde wegen einer Schiedsrichterbeleidigung wochenlang gesperrt) mannschaftsintern den zweiten Rang.
In der Spieler-Enzyklopädie II hält Leske zu Fischer fest: „An dem schwergewichtigen Bonner lief oft das Spiel vorbei, zeitweise tauchte er völlig ab. Wenn man schon verzweifeln wollte, schlug er plötzlich zu. Fischer vermochte es in Perfektion, seinen wuchtigen Körper zwischen dem Stopper und den Ball zu schieben, das Leder abzuschirmen und dann eiskalt zu vollenden. Er verfügte über eine ausgezeichnete Schusstechnik und war dank seiner Körpergröße ein effektiver Kopfballspieler. Harmonierte zwei Jahre lang glänzend mit dem halbrechts spielenden Fiebach.“
Zur Runde 1965/66 kehrte er nach Westdeutschland zurück und schloss sich in der Fußball-Regionalliga West Eintracht Gelsenkirchen an.

### Gelsenkirchen, 1965/66
Bei der Elf vom Stadion am Südpark, bei den Blau-Roten vom Gelsenkirchener Süden, der SG Eintracht Gelsenkirchen, erwartete man bis kurz vor Rundenstart auf das alles überragende Lokalderby der „Königsblauen“ vom FC Schalke 04. Schalke hatte 1964/65 den 16. und letzten Platz in der Bundesliga belegt und war damit sportlich in die Regionalliga West abgestiegen. Aber es kam ganz anders; die Bundesliga wurde auf 18 Vereine aufgestockt, Hertha BSC zwangsweise ausgeschlossen, Tasmania 1900 als Berlin-Vertreter hinzugenommen und die zwei sportlichen Absteiger aus Karlsruhe und Schalke verblieben in der Klasse. Aus der Traum bei der Eintracht vom Lokalderby gegen „Königsblau“. Die Ückendorfer verkrafteten das mental nicht, die Mannschaft von Trainer Karl-Heinz Spikofski spielte eine schlechte Runde und musste sich am Rundenende mit dem 16. Platz begnügen. Auch für den vormaligen Topp-Torjäger von Tasmannia Berlin, Heinz Fischer, wurde die Runde zu einem Albtraum. Er kam nur zu 16 Einsätzen an der Seite von Mitspielern wie Torhüter Bernd Becker und den Feldspielern Hubert Kostotzky, Heinz Banschewitz, Klaus Kubasik, Manfred Herberhold, Horst Laschober, Gerd Ziemann, Hans-Jürgen Jansen und dem großen Mittelfeldtalent Wolfgang Glock und erzielte lediglich zwei Tore für die Eintracht.

### Fortuna '54 / Fortuna Sittard Combinatie
Zur Saison 1966/67 wechselte Fischer zum niederländischen Erstligisten Fortuna '54 in Geleen im Südosten des Landes. Mit dem wurde er in der ersten Saison 14. und 1968 17., was ein Abstiegsplatz war. Fortuna '54 vereinigte sich daraufhin mit dem 18. RKSV Sittardia aus der Nachbarstadt Sittard zur Fortuna Sittard Combinatie, heute als Fortuna Sittard bekannt. Da sich der Siebte Xerxes/DHC vom bezahlten Fußball zurückzog, blieb ein Platz für den neuen Verein in der Eredivisie. Nachdem Fischer in seinen beiden Saisonen bei '54 61 Spiele, in denen er 23 Tore erzielte, absolvierte, kam er mit dem neuen Verein auf neun Spiele mit einem Tor. Fortuna SC stieg 1969 als Letzter ab.